# Gold Beach
Gold, conegut comunament com Gold Beach, va ser el nom en clau d'una de les cinc zones de la invasió aliada de la França ocupada pels alemanys als desembarcament de Normandia el 6 de juny de 1944, durant la Segona Guerra Mundial. Gold, el centre de les cinc àrees, es trobava entre Port-en-Bessin a l'oest i La Rivière a l'est. Els alts penya-segats a l'extrem occidental de la zona van fer que els desembarcaments es produïssin al tram pla entre Le Hamel i La Rivière, als sectors anomenats Jig i King. Prendre Gold havia de ser responsabilitat de l'exèrcit britànic, amb transport marítim, escombrat de mines i una força de bombardeig naval proporcionada per la Royal Navy així com elements de les marines holandeses, poloneses i altres aliades.
Els objectius a Gold eren assegurar un cap de pont, moure's cap a l'oest per capturar Arromanches i establir contacte amb les forces nord-americanes a Omaha, capturar Bayeux i el petit port de Port-en-Bessin i enllaçar amb les forces canadenques a Juno fins a l'est. Les forces que atacaven Gold es van enfrontar a elements de la  352a i la 716a divisions alemanyes. Uns 2.000 homes estaven estacionats a la zona immediata. Les millores a les fortificacions al llarg de la costa de Normandia s'havien dut a terme sota el lideratge del Generalfeldmarschall Erwin Rommel a partir d'octubre de 1943.
El dia D a Gold, el bombardeig naval es va iniciar a les 05:30 i els desembarcaments amfibis van començar a les 07:25. Els forts vents van dificultar les condicions per a les embarcacions de desembarcament, i els tancs DD amfibis es van alliberar prop de la costa o directament a la platja en lloc d'estar més lluny com estava previst. Tres dels quatre canons en un gran emplaçament a la bateria de Longues-sur-Mer van ser inhabilitats per cops directes dels creuers Ajax i Argonaut a les 06:20. El quart canó va tornar a disparar de manera intermitent a la tarda, i la seva guarnició es va rendir el 7 de juny. Els atacs aeris no havien aconseguit colpejar el punt fort de Le Hamel, que tenia la seva embrassada mirant a l'est per donar una enfilada de foc al llarg de la platja i tenia un gruixut mur de formigó al costat del mar. El seu canó de 75 mm va continuar fent mal fins a les 16:00, quan un tanc de vehicles blindats Royal Engineers (AVRE) va disparar una gran bomba petard a la seva entrada posterior. Un segon emplaçament a una casamata a La Rivière que contenia un canó de 88 mm va ser neutralitzat per un tanc a les 07:30.
Mentrestant, la infanteria va començar a netejar les cases fortament fortificades al llarg de la costa i va avançar cap a objectius més a l'interior. Els Comandos britànics del Comando No. 47 (Royal Marines) van avançar cap a Port-en-Bessin i el van capturar el 7 de juny a la batalla de Port-en-Bessin. Al flanc occidental, el 1r Batalló, Regiment de Hampshire va capturar Arromanches (futur emplaçament d'un dels ports artificials Mulberry), i la 69a Brigada d'Infanteria al flanc oriental va prendre contacte amb les forces canadenques a Juno. El sergent major de companyia Stanley Hollis va rebre l'única Creu Victòria concedida el dia D per les seves accions mentre atacava dos blocaus a la bateria de Mont Fleury. A causa de la forta resistència de la 352a divisió d'infanteria alemanya, Bayeux no va ser capturat fins l'endemà. Les baixes britàniques a Gold s'estimen entre 1.000 i 1.100. Es desconeixen les baixes alemanyes.

## Rerefons

### Operació Overlord

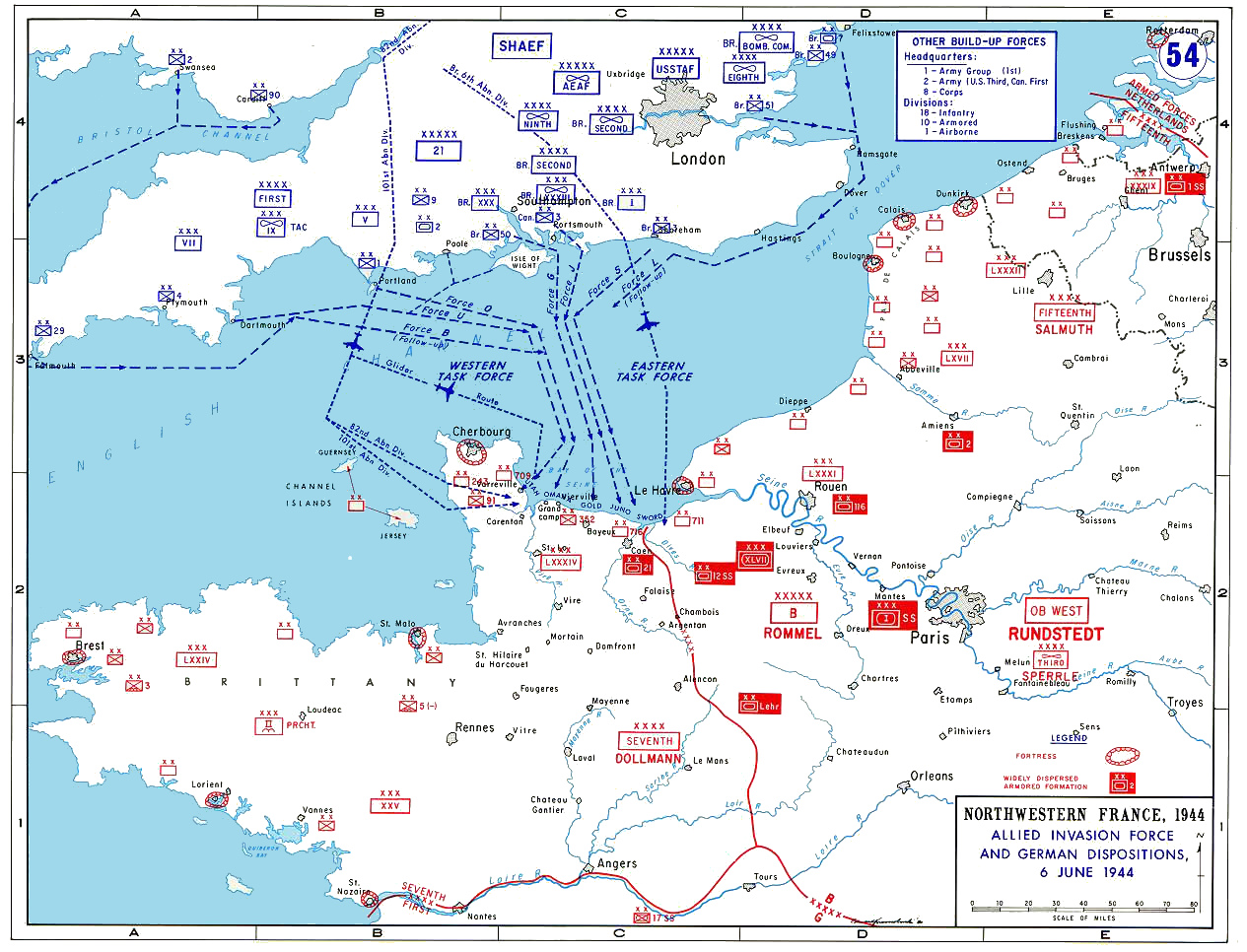
Plans d'invasió aliats i preparatius alemanys a Normandia

Després que els alemanys vanenvair la Unió Soviètica el juny de 1941, el líder soviètic Joseph Stalin va començar a pressionar per la creació d'un segon front a Europa occidental. La decisió d'emprendre una invasió entre canals de l'Europa continental l'any següent es va prendre a la Conferència Trident, celebrada a Washington el maig de 1943. Els Aliats inicialment planejaven llançar la invasió l'1 de maig de 1944, i un esborrany del pla va ser acceptat a la Conferència del Quebec l'agost de 1943. El general Dwight D. Eisenhower va ser nomenat comandant del Quarter General Suprem Aliat de la Força Expedicionària SHAEF)). El general Bernard Montgomery va ser nomenat comandant del 21è Grup d'Exèrcits, que comprenia totes les forces terrestres implicades en la invasió.
El 31 de desembre de 1943, Eisenhower i Montgomery van veure per primera vegada el pla, que proposava aterratges amfibis de tres divisions i dos terços d'una divisió aerotransportada. Els dos generals van insistir immediatament que l'escala de la invasió inicial s'ampliés a cinc divisions, amb descensos aerotransportats per tres divisions, per permetre operacions en un front més ampli. El canvi va duplicar la façana de la invasió de 25 milles (40 km) a 50 milles (80 km). Això permetria una descàrrega més ràpida d'homes i material, dificultaria la resposta dels alemanys i acceleraria la captura del port de Cherbourg. La necessitat d'adquirir o produir naus de desembarcament addicionals i avions de transport de tropes per a l'operació ampliada va fer que la invasió s'hagués de retardar fins al juny.
Els nord-americans, assignats a desembarcar a Utah i Omaha, havien de tallar la península de Cotentin i capturar les instal·lacions portuàries de Cherbourg. Els britànics a Sword i Gold, i els canadencs a Juno, havien de capturar Caen i formar una línia de front des de Caumont-l'Éventé fins al sud-est de Caen per protegir el flanc americà, mentre establien aeròdroms prop de Caen. La possessió de Caen i els seus voltants proporcionaria una zona d'escena adequada per a una empenta cap al sud per capturar la ciutat de Falaise. S'establiria un allotjament segur i s'intentaria mantenir tot el territori al nord dels Avranches-Línia Falaise durant les tres primeres setmanes. Els exèrcits aliats es girarien a l'esquerra per avançar cap al riu Sena. Montgomery va preveure una batalla de noranta dies, que acabaria quan totes les forces van arribar al Sena.

### Planificació aliada
Originàriament, s'havien seleccionat disset sectors al llarg de la costa de Normandia com a possibles llocs d'invasió i cadascun tenia un nom en clau extret d'un dels alfabets ortogràfics de l'època. La costa es va dividir entre Able, a l'oest d'Omaha, fins a Rodger al flanc oriental de l'àrea d'invasió. Es van afegir vuit sectors més quan la invasió planificada es va estendre per incloure Utah. Cada sector es va subdividir en platges identificades pels colors verd, vermell i blanc. L'or no es referia a una platja en particular sinó a una zona de desembarcament. Estava delimitat per Port-en-Bessin a l'oest i La Rivière a l'est, i incloïa Arromanches, ubicació d'un dels ports artificials Mulberry, que s'havien de construir poc després de la invasió. Els alts penya-segats a l'extrem oest de la zona van fer que els desembarcaments s'efectuessin a la platja plana entre Le Hamel i La Rivière, als sectors anomenats Jig i King. La zona immediatament darrere de la platja era pantanosa, amb terreny obert i bocage (petits camps envoltats de bardisses i terraplens) més cap a l'interior. Les carreteres conduïen al sud per Asnelles i Ver-sur-Mer. El terreny al sud-est s'elevava fins a una cresta a Meuvaines, on el dia D es trobaven els nius de metralladores del 726è regiment alemany.
La Força Aèria Expedicionària Aliada (AEAF) va dur a terme més de 3.200 sortides de reconeixement fotogràfic des d'abril de 1944 fins a l'inici de la invasió. Les fotos de la costa es van fer a una altitud extremadament baixa per mostrar als invasors el terreny, els obstacles a la platja i les estructures defensives com ara búnquers i emplaçaments de canons. També es van fotografiar terrenys interiors, ponts, emplaçaments de tropes i edificis, en molts casos des de diversos angles, per donar als aliats la màxima informació possible. Els membres de les Partides de pilotatge d'operacions combinades van preparar clandestinament mapes detallats del port, incloent sondejos de profunditat. A Gold, els homes granota van descobrir que la costa entre Asnelles i La Rivière era tova i no podia suportar el pes dels tancs. Dotze vehicles blindats dels enginyers reials (AVRE) van ser equipats amb bobines per superar aquest problema desplegant un rotllo d'estora sobre la superfície suau. Aleshores, el material es deixaria al seu lloc per crear una ruta per als tancs més convencionals.

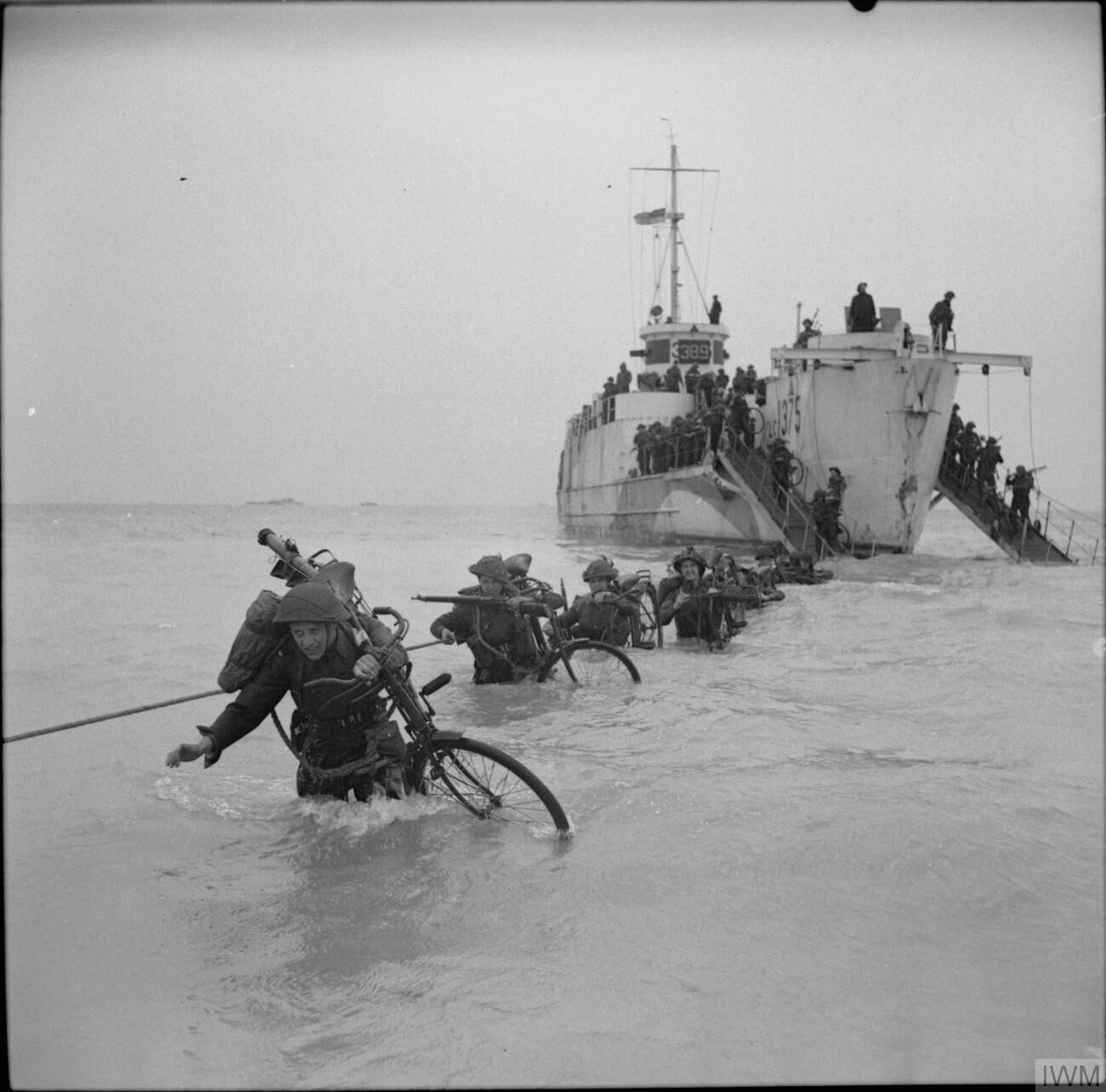
Tropes britàniques desembarquen durant l'exercici Fabius, el 6 de maig de 1944.

Gold va ser assignada al XXX Cos britànic del tinent general Gerard Bucknall, amb la 50a Divisió d'Infanteria (Northúmbria), comandada pel general Douglas Graham, com a divisió d'assalt. La 50a era una divisió molt experimentada que ja havia vist combats a França, el nord d'Àfrica i Sicília. Els homes van rebre un extens entrenament en desembarcaments amfibis, inclòs l'exercici Fabius, un exercici d'entrenament important a l'illa Hayling el maig de 1944. Equips de demolició responsables de la desactivació d'obstacles submarins de platja entrenats en piscines al Regne Unit. Les sessions informatives es van fer amb mapes detallats que utilitzaven topònims ficticis, i la majoria dels homes no van descobrir llur destinació fins que ja eren de camí cap a Normandia. L'aterratge amfibi havia d'anar precedit per un extens bombardeig aeri així com un bombardeig naval per part de la Força de Bombardeig K, un grup de treball de divuit vaixells, principalment creuers i destructors. Els tancs amfibis de la 8a Brigada Blindada havien d'arribar a les 07:20, seguits per la infanteria a les 07:25. La 231a Brigada d'Infanteria va ser assignada a desembarcar a Jig, i la 69a Brigada d'Infanteria a King. El 231 havia de dirigir-se cap a l'oest per capturar Arromanches i establir contacte amb les forces nord-americanes a Omaha, mentre que el 69 havia de moure's cap a l'est i enllaçar amb les forces canadenques a Juno. The El 47è Comando dels Royal Marines va ser assignat a desembarcar a Gold, infiltrar-se terra endins i capturar el petit port de Port-en-Bessin des del costat terrestre.
Quan va arribar la segona onada a Jig, la  56a Brigada d'Infanteria havia de capturar Bayeux i una cresta propera, tallant així la carretera N13 entre Caen i Bayeux per dificultar el moviment dels alemanys amb reforços. La segona onada a King, la 151a Brigada d'Infanteria, va tenir l'encàrrec de capturar la carretera i el ferrocarril de Caen, juntament amb l'establiment de posicions en terreny alt entre els rius Aure i Seulles. Altres forces implicades en el desembarcament incloïen regiments d'artilleria, cossos de senyals i unitats d'enginyeria.

### Defenses alemanyes

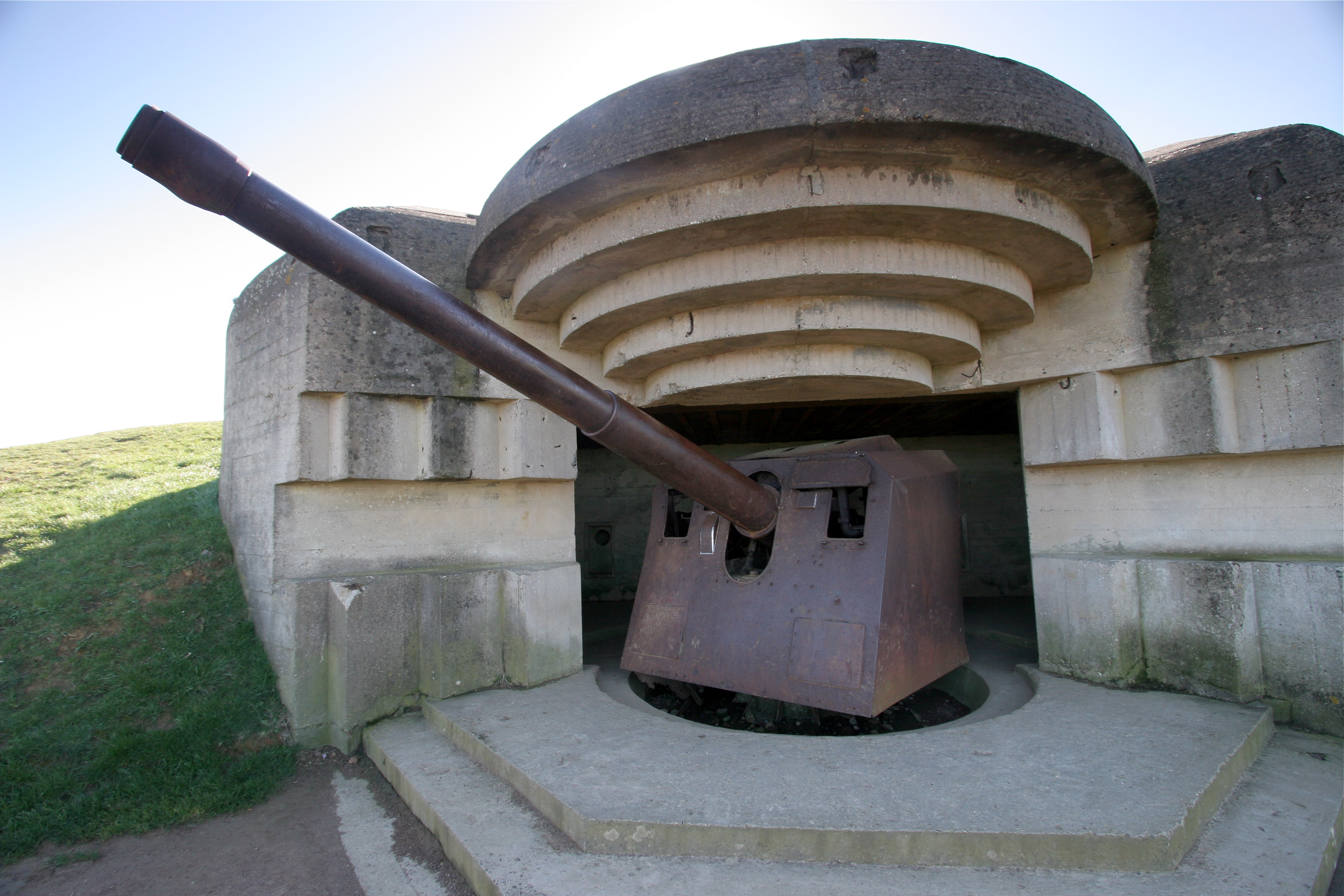
Un emplaçament d'armes a la bateria de Longues-sur-Mer, fotografiat el 2008

A finals de 1943, Hitler va posar el mariscal de camp Erwin Rommel a càrrec de la millora de les defenses costaneres al llarg del mur de l'Atlàntic en previsió d'una invasió aliada, que s'esperava que tingués lloc en algun moment del 1944. Rommel creia que la costa de Normandia podria ser un possible punt de desembarcament per a la invasió, per la qual cosa va ordenar la construcció d'extenses obres defensives al llarg d'aquesta riba. A l'àrea immediata de Gold, entre Le Hamel i La Rivière, es van construir set punts forts defensius dissenyats per contenir 50 homes cadascun. Dos grans emplaçaments d'artilleria costanera reforçats amb formigó (una bateria de quatre canons de 122 mm a Mont Fleury i la bateria de Longues-sur-Mer, amb quatre canons de 150 mm) només es van completar parcialment el dia D. Rommel va ordenar que es col·loquessin a la platja estaques de fusta, trípodes metàl·lics, mines i grans obstacles antitanc per retardar l'aproximació de les naus de desembarcament i impedir el moviment dels tancs. Esperant que els aliats aterrissin amb la marea alta perquè la infanteria passés menys temps exposada a la platja, va ordenar que molts d'aquests obstacles es col·loquessin a la marca de la marea alta. Els embolics de filferro de pues, les trampes explosives i l'eliminació de la coberta del sòl van fer que l'aproximació fos perillosa per a la infanteria.
Hitler va donar a Rommel el comandament del recentment reformat Grup d'exèrcits B, que incloïa el 7è Exèrcit, el 15è Exèrcit i les forces que guardaven els Països Baixos. Les reserves d'aquest grup incloïen la 2a, la 21a i la 116a divisions Panzer. Reconeixent que la superioritat aèria aliada dificultaria, si no impossible, moure les reserves a la seva posició una vegada que la invasió estigués en marxa, Rommel va decidir concentrar les defenses al llarg de la costa. La 716a divisió d'infanteria, que havia estat estacionada a la zona des del març de 1942, tenia una força considerablement minvada, amb només 6.000 homes. Aquesta unitat va rebre reforços, i alguns dels homes més grans van ser substituïts per soldats més joves. També es va complementar amb diversos batallons d'Osttruppen (soldats de l'est), presoners de guerra soviètics reclutats. La 352a Divisió d'Infanteria, una unitat de força total d'uns 12.000, va ser introduïda a la zona per Rommel el 15 de març i reforçada per dos regiments addicionals. Uns 2.000 homes, una barreja de les dues divisions d'infanteria, estaven estacionats a la zona costanera entre Arromanches i Asnelles.

## Orde de batalla

### Forces britàniques

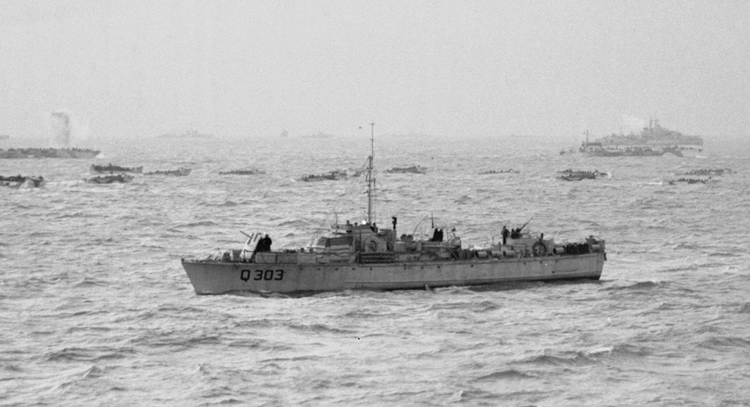
Una Motor Launch (ML) de la Royal Navy (ML) ajuda les embarcacions de desembarcament a arribar a l'or el 6 de juny de 1944.

50a Divisió d'Infanteria (Northúmbria), comandada pel general de comandament Major-General Douglas Graham
- 69a Brigada d'Infanteria, comandada pel brigadier FYC Knox
  - 5è Batalló, Regiment de East Yorkshire
  - 6è Batalló, Green Howards
  - 7è Batalló, Green Howards
- 151a Brigada d'Infanteria, comandada pel brigadier R.H. Senior
  - 6è Batalló, Infanteria Lleugera de Durham
  - 8è Batalló, Infanteria Lleugera de Durham
  - 9è Batalló, Infanteria Lleugera de Durham
- 231a Brigada d'Infanteria, comandada pel Brigadier A.G.B. Stanier
  - 1r Batalló, Regiment de Dorsetshire
  - 1r Batalló, Regiment de Hampshire
  - 2n Batalló, Regiment de Devonshire

- Tropes divisionals

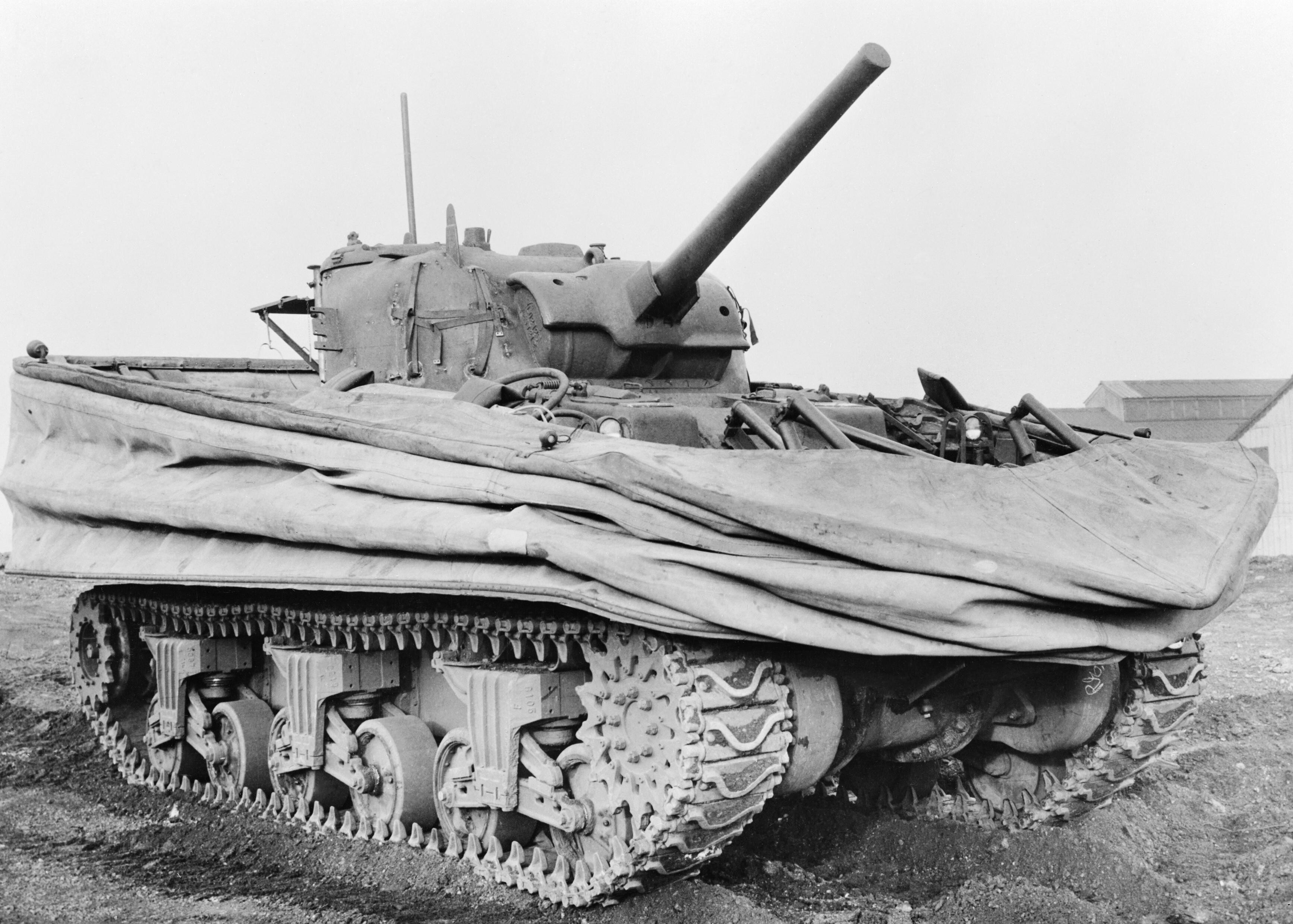
Els tancs especialitzats coneguts com Hobart's Funnies es van utilitzar per donar suport als desembarcaments a Gold. Aquest exemple és un M4 Sherman amfibi modificat amb DD, que mostra la seva pantalla de flotació.

  - 61è Regiment de Reconeixement, Royal Armored Corps (RAC) (2 Esquadrons)
  - 2n Batalló, Regiment de Cheshire (metralladores i morters pesats)
  - Bateries 357, 358 i 465, 90 regiment de camp, Artilleria Reial (RA) (autopropulsada)
  - Bateries 99 i 288, 102 regiment antitanc (Hússars de Northumberland), RA
  - 82a bateria, 25è regiment d'artilleria antiaèria lleugera, RA
  - 233a companyia de camp (Northúmbria), Royal Engineers (RE)
  - 295a Companyia de Camp, RE
  - 505a Companyia de Camp, RE
  - 235th (Northúmbria) Field Park Company, RE (bulldozers)
  - 50è Divisional Signals, Royal Corps of Signals
  - 149th, 186th & 200th Ambulàncies de camp 149, 186 i 200, Cos Mèdic de l'Exèrcit Reial (RAMC)
  - 22a Secció d'Higiene de Camp, RAMC
  - 50th Divisional Provost Company, Royal Military Police (RMP)

Formacions annexes per a la fase d'assalt
- Elements de la 79a Divisió Blindada
  - Westminster Dragoons (Flail tanks)
  - 141è Regiment de Tancs Reials (The Buffs) (Churchill Crocodiles) (2 Troops)
  - 81è i 82è esquadrons d'assalt, 6è regiment d'assalt, RE (AVREs)
- 56a Brigada d'Infanteria, comandada pel brigadier EC Pepper
  - 2n Batalló, Regiment d'Essex
  - 2n Batalló, Regiment de Gloucestershire
  - 2n Batalló, Fronteres de Gal·les del Sud
- 8a Brigada Blindada, comandada pel brigadier H.J.B. Carcroft
  - 4th/7th Royal Dragoon Guards (DD Tanks)
  - Nottinghamshire Yeomanry (DD Tanks)
- 76a Brigada Antiaèria, comandada pel brigadier Brigadier E.R. Benson
  - 113è Regiment Antiaeri Pesat, RA (HQ only)
  - 320a Bateria, 93è regiment antiaeri lleuger, RA
  - 394 i 395 bateries, 120 regiment antiaeri lleuger, RA
  - 152a Sala d'Operacions Antiaèries, RA
  - Una Tropa, 356th (independent) Searchlight Battery, RA

Forces navals de bombardeig
Força G, comandada pel Comodor Douglas-Penant
HMS Bulolo
HMS Pete
HMS Diadem
HMS Orion
HMS Ajax
DS Flores
HMS Argonaut
HMS Emerald
13 destructors

### Forces alemanyes
Des del juny de 1942, la 716a Divisió d'Infanteria cobria el sector de Grandcamps, que s'estenia des de la base de la península de Cotentin fins al riu Orne prop de Caen, una distància de 77 quilòmetres (48 milles). Quan la 352a divisió d'infanteria va arribar el 15 de març, el sector de Grandcamps es va dividir en el sector de Bayeux (de Carentan a Asnelles) i el sector de Caen (d'Asnelles a l'Orne). La major part de la 716a Divisió d'Infanteria va romandre on estaven i, per tant, les defenses del sector de Caen (lloc del desembarcament de Gold) no es van reforçar substancialment.
- 352a Divisió d'Infanteria sota el comandament del Generalleutnant Dietrich Kraiss[52]
  - 915è Regiment de Granaders: al sud-est de Bayeux, com a reserva[53]
  - 916è Regiment de Granaders: va cobria Omaha i la part més occidental de Gold[54]
  - 352è Regiment d'Artilleria: cobria Omaha i la part més occidental de Gold[54]
- 716a Divisió d'Infanteria Estàtica sota el comandament del general Wilhelm Richter[50]
  - 726è Regiment d'Infanteria: dos batallons a Le Hamel i als voltants. Els membres del 441è Batalló Ost van guarnir les defenses costaneres. Un batalló estava estacionat prop de Crépon com a reserves.[55]
  - 736è Regiment d'Infanteria: cobria Juno, Sword i la part més oriental de Gold[55]
  - 1716è Regiment d'Artilleria: bateries mòbils i casemates a l'est i a l'oest de Crépon[56]

## Els desembarcaments

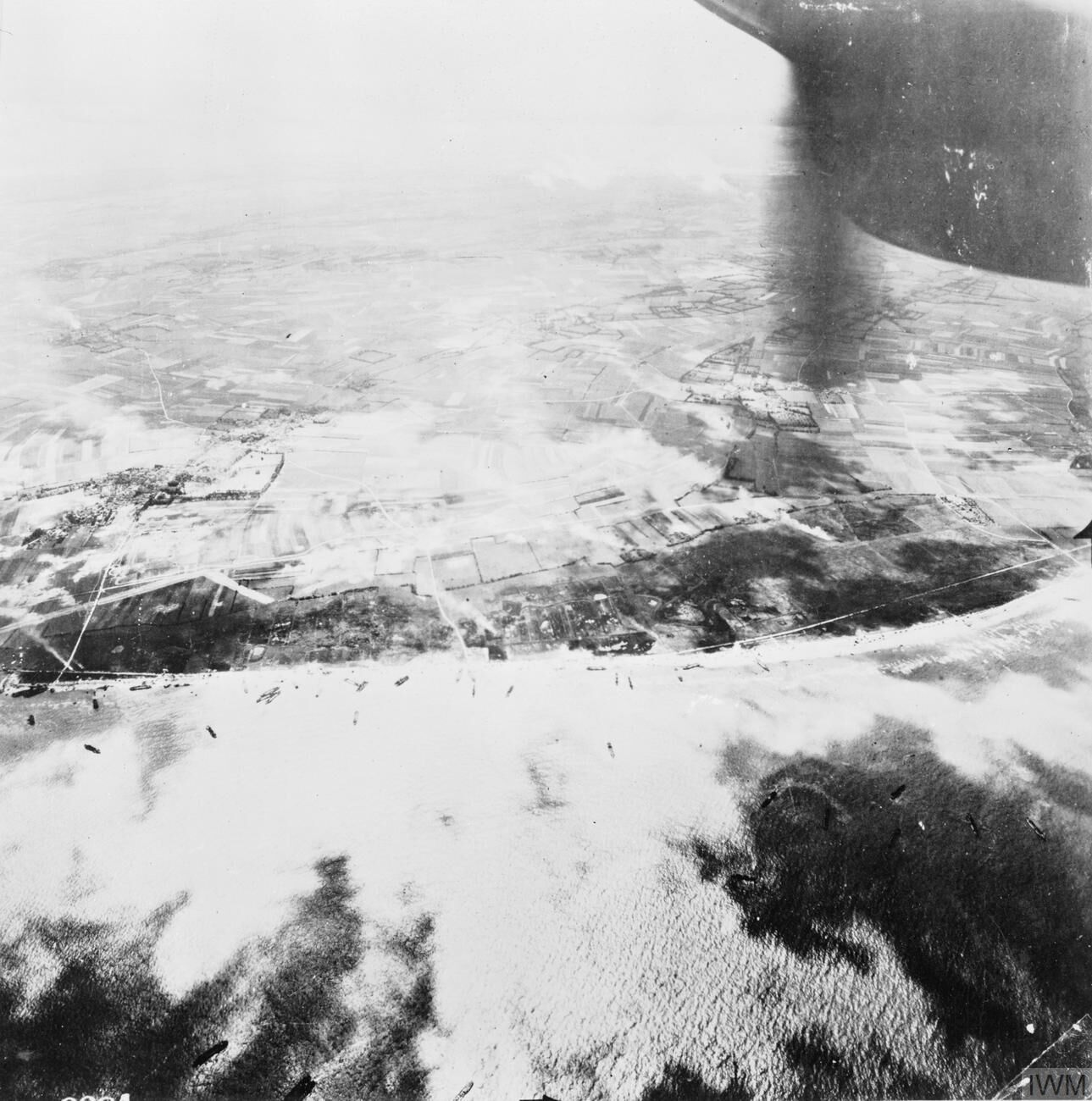
Platges King Green i Jig des de l'aire durant els desembarcaments de la 50a Divisió

El bombardeig de Normandia va començar al voltant de la mitjanit amb més de 2.200 bombarders britànics i nord-americans atacant objectius al llarg de la costa i més a l'interior. A Gold, el bombardeig naval per part de la Bombarding Force K es va iniciar a les 05:30, moment en el qual les primeres onades d'infanteria estaven carregant a les seves Landing Craft Assault (LCA) per a la sortida cap a la platja. Les posicions defensives alemanyes van ser atacades per bombarders mitjans i pesats i per canons autopropulsats a bord de la nau de desembarcament. Els resultats van ser bons a Mont Fleury Battery i a Longues, on a les 07:00 l'Ajax i l'Argonaut van treure de servei tres dels quatre canons. El quart canó va tornar a disparar esporàdicament a la tarda, i la guarnició es va rendir l'endemà. Dos emplaçaments de canons fortament casamatats (un canó de 88 mm a La Rivière amb vistes a King i un canó de 75 mm a Le Hamel amb vistes a Jig) només van ser lleugerament danyats, ja que estaven fortament reforçats amb formigó, especialment al costat del mar. Aquestes posicions tenien forats que permetien una àmplia gamma de foc d'enfilada a la platja. Altres quatre punts forts alemanys a la zona immediata també van ser lleugerament danyats, i van haver de ser atacats individualment a mesura que avançava el dia.

### Sector King
L'hora H per al desembarcament a Gold s'havia fixat a les 07:25 al sector King (50 minuts més tard que en el desembarcament nord-americà, a causa de les diferències de marea). La primera onada a King va ser el 5a East Yorkshire i el 6a Green Howards de la 69a Brigada, assistides per tancs DD amfibis dels 4th/7th Dragon Guards. El 7è Green Howards va desembarcar a les 08:20. El pla original deia que els 38 tancs DD fossin llançats des de les seves llanxes de desembarcament (LCT) a uns 5.000 iardes (4.600 m). A causa del mar extremadament agitat, van decidir córrer els tancs directament a la platja. la infanteria, els enginyers i els tancs DD van arribar gairebé simultàniament. Les unitats que desembarcaven a la platja van caure immediatament sota el foc del canó de 88 mm casamat a La Rivière, i la infanteria es va veure obligada a protegir-se darrere del dic. El canó es va treure quan un tanc de flagels dels Westminster Dragons va disparar una càrrega directament a la seva obertura. El 5è East Yorkshire, recolzat per diversos tancs, va passar la resta del matí netejant les cases fortament fortificades de La Rivière, amb la pèrdua de 90 homes, inclosos sis oficials.

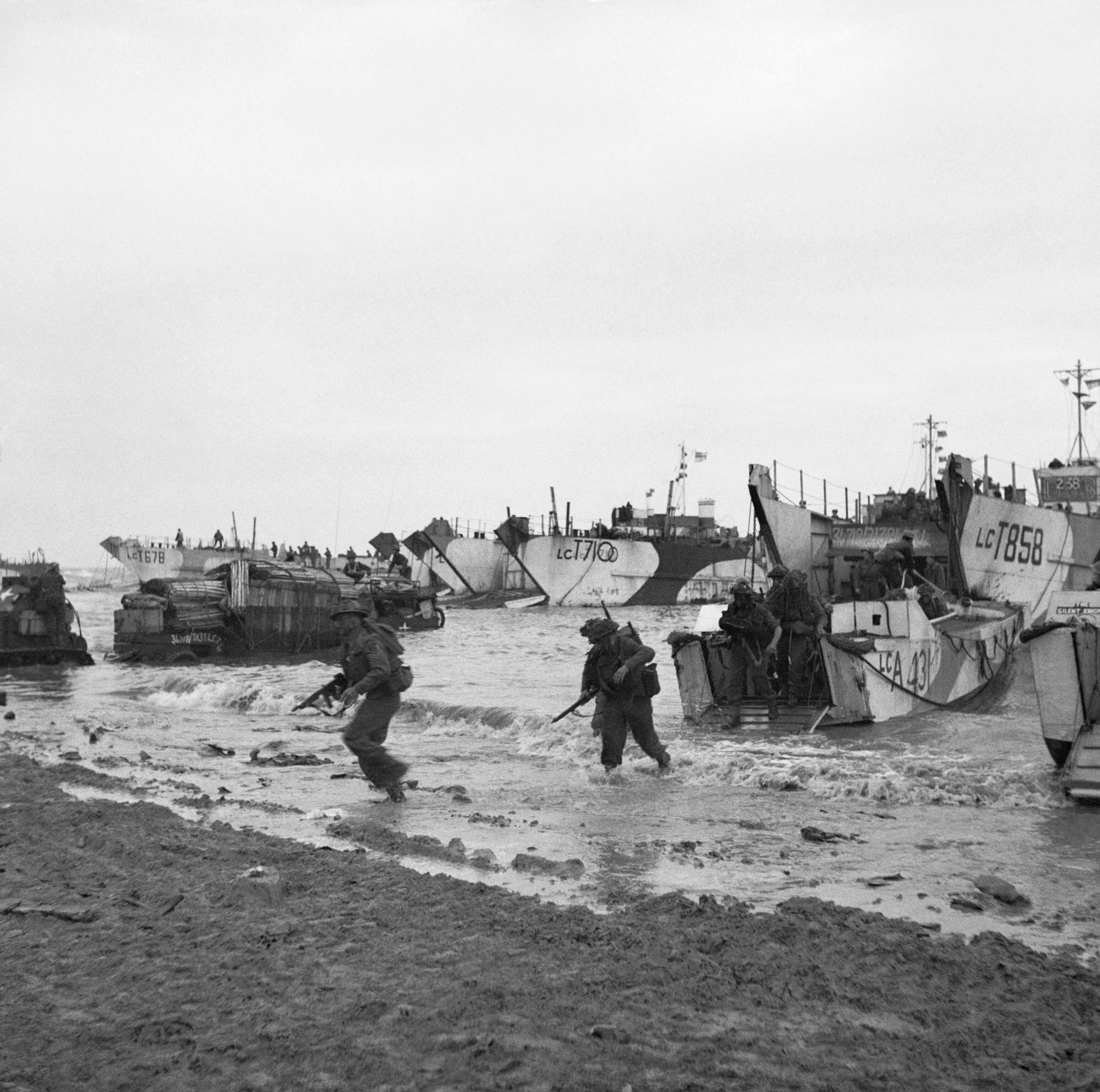
Comandos de 47 (RM) Comando arribant a terra des de LCA (Landing Craft Assault)

Els blindats especialitzats que van arribar a la primera onada incloïen AVRE, netejamines i bulldozers blindats . Netejar camins de la platja va resultar difícil, ja que els tancs es van quedar atrapats al fang o van ser eliminats per les mines. Un tanc netejamines solitari finalment va netejar un camí des de la platja cap a la bateria de Mont Fleury i Ver-Sur-Mer. Aquesta ruta va ser utilitzada pels Green Howards i els tancs dels 4th/7th Dragon Guards, que van eliminar la resistència restant a la bateria de Mont Fleury. La companyia B va passar a atacar posicions de trinxeres i emplaçaments de metralladores a Meuvaines Ridge, mentre que la companyia C es va traslladar a l'oest de Ver-Sur-Mer per ajudar a cobrir l'assalt a Crépon, on les carreteres conduïen als importants objectius de Bayeux i Caen. El 7è Green Howards va atacar la bateria a Ver-Sur-Mer, on van fer 50 presoners. El sergent major de companyia Stanley Hollis va guanyar l'única Creu Victòria atorgada per a les accions del Dia D. De camí cap a la bateria de Mont Fleury, Hollis va rebre el foc d'una metralladora mentre investigava un blocaus, així que va disparar a l'entrada amb el seu subfusell Sten i va llançar una granada pel sostre, matant la majoria dels ocupants. Va netejar una trinxera propera de soldats enemics, i els ocupants d'un segon blocaus es van rendir. Més tard durant el dia, va salvar la vida de tres homes durant un intent de treure una instal·lació d'artilleria de camp en una granja prop de Crépon.
Programat per desembarcar a les 11:00 a Jig, la 56a Brigada d'Infanteria va ser reencaminada a King, perquè la bateria de canons de Le Hamel encara estava operativa. Van procedir cap al seu objectiu de Bayeux. La 151a Brigada va arribar al mateix temps i després de trobar una forta resistència, van aconseguir el seu objectiu de controlar la carretera i el ferrocarril entre Bayeux i Caen. La 56a Brigada va progressar lentament i va haver de cavar durant la nit a una distància de Bayeux. La 69a Brigada va assegurar el flanc oriental i a la nit va entrar en contacte amb les forces canadenques a Juno.

### Sector Jig

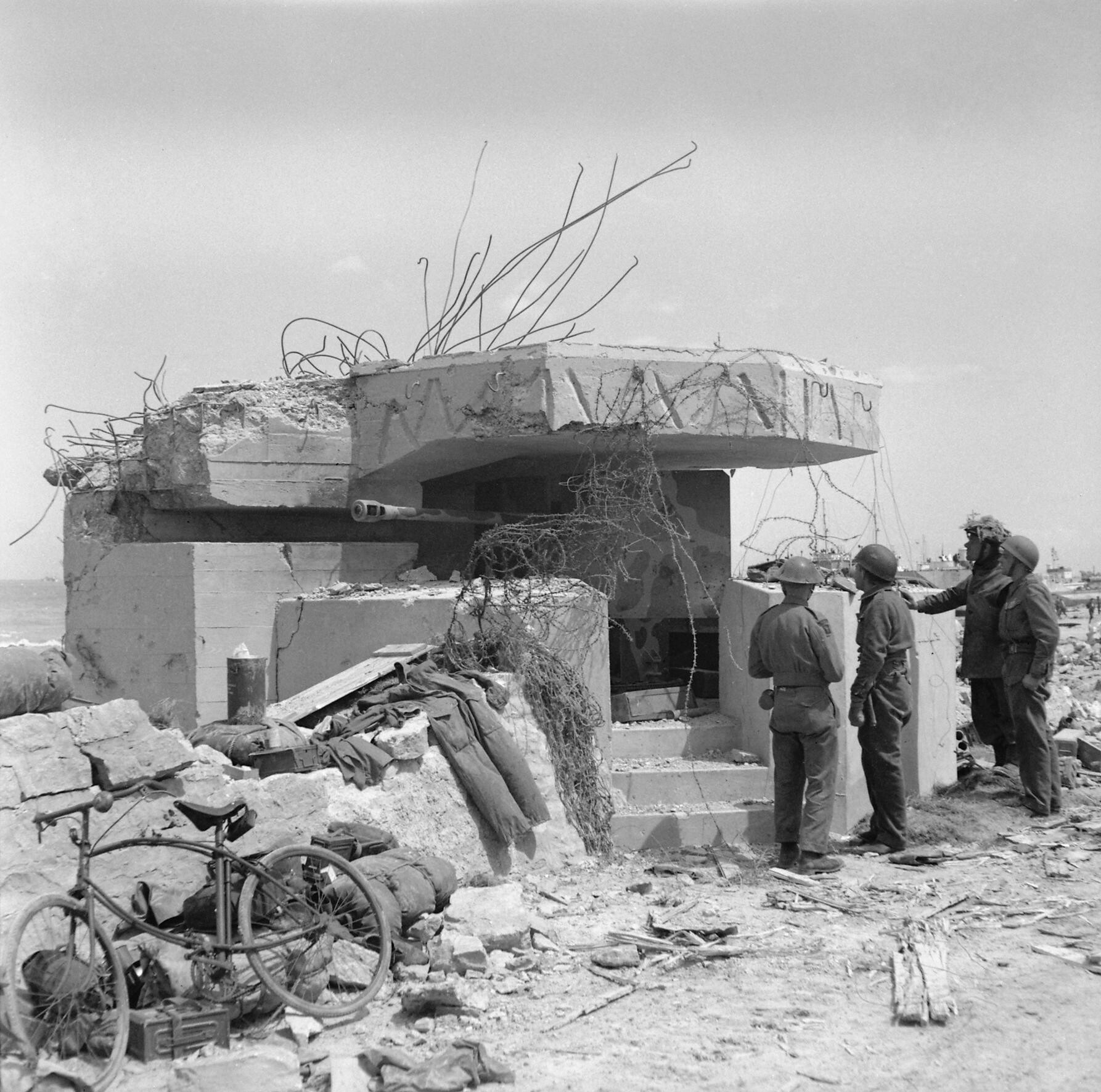
Punt fort alemany WN-35 a Le Pont Chaussé, al límit entre Jig i King. Fortament danyat pel bombardeig marí, va ser capturat pel 6è Howards amb el suport de tres tancs AVRE del 81è Esquadró d'Assalt.

A Jig, la primera onada d'infanteria (1r Dorsetshire i 1r Hampshire de la 231a Brigada d'Infanteria) va arribar a les 07:25 i immediatament va ser atacada pel canó de 75 mm casamat a Le Hamel. A causa d'errors de navegació i del fort corrent, ambdós grups van arribar a terra ben a l'est dels seus punts de desembarcament previst. El tanc DD i els tancs Centaur dels Royal Marines que havien d'arribar abans del desembarcament es van retardar per la mar agitada i no van arribar fins a les 08:00. Molts dels tancs es van empantanar a la platja o van ser eliminats pel foc enemic. La marea va arribar més ràpid del que s'esperava, abans que molts dels obstacles de la platja i les mines haguessin estat eliminats i, com a resultat, algunes de les embarcacions de desembarcament van quedar danyades.
Dues companyies del 1r Hampshire van desembarcar molt a prop del punt fort de Le Hamel, i van haver de lluitar terra endins a través de guarnicions enemigues per sortir de la platja. Els intents de flanquejar Le Hamel es van fer difícils per la col·locació de metralladores, mines i filferro de pues al voltant. Elements del 1r Hampshire van capturar el punt fort alemany WN-36 a l'extrem oriental del poble d'Asnelles. Quan van girar cap a l'oest per moure's al llarg de la platja cap al seu objectiu principal a Le Hamel, van rebre un fort foc i van haver d'interrompre l'atac. El major Warren, encarregat després que el comandant, el tinent coronel Nelson Smith, fos ferit, va decidir que les tropes haurien de donar la volta i atacar l'emplaçament des de la rereguarda, un procés que va durar diverses hores. Les tropes van començar a tenir cert èxit cap a les 15:00 amb l'arribada d'un tanc AVRE del 82è Esquadró d'Assalt. El tanc va llançar dos petards al sanatori, on es trobaven la majoria dels defensors. Els soldats alemanys van fugir a cases fortificades a Le Hamel i Asnelles, i van ser eliminats en combat casa per casa. Pocs es van rendir. El canó de 75 mm va ser finalment silenciat a les 16:00, quan el tanc AVRE va disparar una gran càrrega de petard a l'entrada posterior de la casamata. La Companyia C/A, 1r Hampshires i el tanc AVRE van continuar cap a l'oest al llarg de la platja i van treure el punt fort WN-38 a La Fontaine St Côme, fent-se 20 presoners. Encara més a l'oest, la companyia D va capturar el punt fort WN-39 a l'estació de radar d'Arromanches, capturant 30 defensors més.
El 2n Devons va arribar a les 08:15, mentre la platja encara estava sota un fort foc. Una companyia es va quedar per ajudar amb l'assalt a Le Hamel, mentre que la resta es va traslladar per capturar el poble de Ryes a cavall de la carretera de Bayeux. Ryes va ser capturat cap a les 16:30. Els 1r Dorsets van atacar una posició alemanya a la platja de La Cabane des Douanes i es van dirigir terra endins per flanquejar cap a l'oest cap a la terra alta al sud d'Arromanches. Van netejar les posicions enemigues a Le Bulot i Puits d'Hérode, i van arribar al seu destí a última hora del matí. Ajuntats per elements del 1r Hampshire i coberts per foc indirecte de les forces navals en alta mar, van capturar Arromanches a última hora de la tarda.

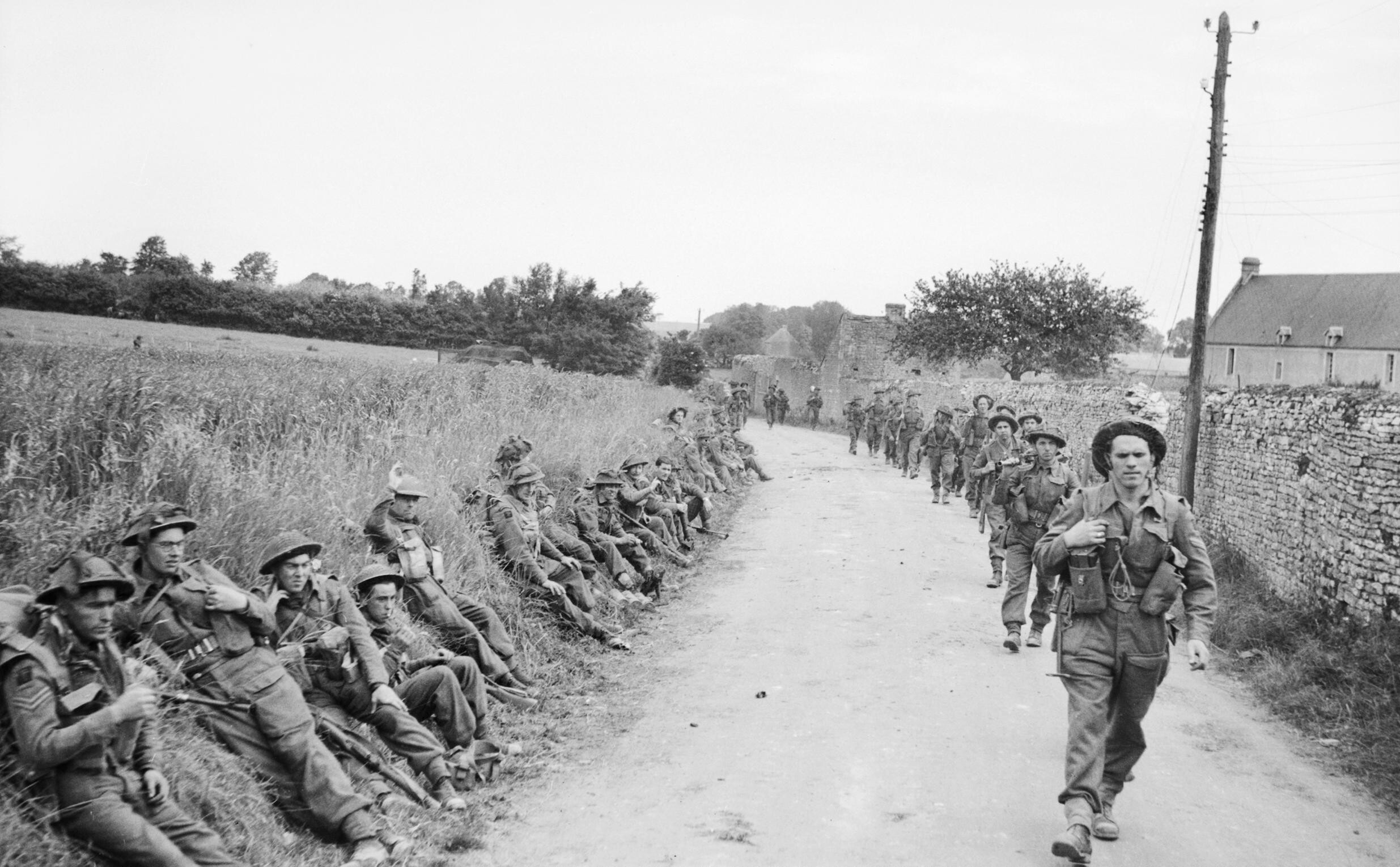
Infanteria de la 50a Divisió prop de Sant Gabriel el 6 de juny

### 47è Comando
El 47è Royal Marine Comando va ser assignat per capturar el petit port de Port-en-Bessin, al límit amb Omaha Beach, a uns 11 km a l'oest d'Arromanches i a 13 km del seu punt de desembarcament a Jig. L'oficial al comandament, el tinent coronel C.F. Phillips, va optar per atacar des del sud, ja que el lloc estava ben protegit al costat del mar. La força de 420 homes estava formada per cinc grups de 63 homes, una tropa de morters i metralladores, un grup de transport amb quatre vehicles d'eruga i un grup de quarter general. El pla era desembarcar a Gold a les 09:25, reunir-se a La Rosière i desplaçar-se a través del país fins a una carena (designada com a Punt 72) al sud de Port-en-Bessin, arribant cap a les 13:00. Aquí cridarien foc indirecte dels vaixells de suport al mar i després es traslladarien per capturar la ciutat.
En mar agitada i sota el foc enemic, els comandos van començar a desembarcar a Jig, una distància a l'est de la seva posició prevista, a les 09:50. Cinc dels seus LCA van ser enfonsats per obstacles de platja o foc enemic, amb el cost de 76 baixes. El major Donnell es va fer càrrec temporalment fins que Phillips i alguns altres que s'havien separat de la unitat es van unir al grup a les 14:00 al llarg de la carretera Meuvaines-Le Carrefour. El comando va tenir víctimes addicionals en diverses escaramusses, inclosa a La Rosière, camí del punt 72. No hi van arribar fins a les 22:30, massa tard per llançar un atac, així que van atrinxerar-se durant la nit. La ciutat i el port van ser capturats a la batalla de Port-en-Bessin del 7 al 8 de juny de 1944.

### La resposta alemanya

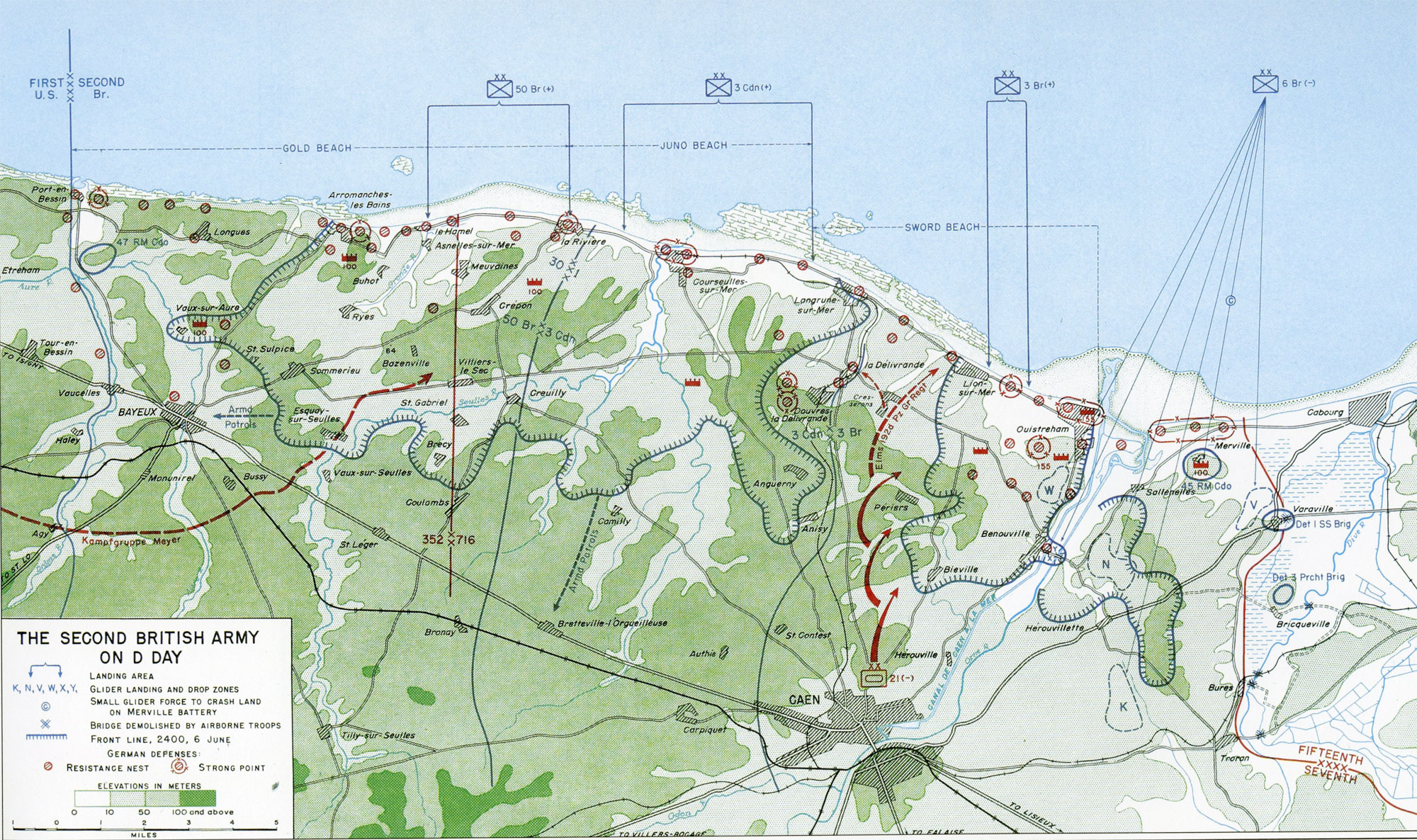
El mapa mostra les platges britàniques i canadenques i les posicions al final del dia D..

Com que el centre meteorològic de la Luftwaffe a París havia predit dues setmanes de tempesta, alguns comandants de la Wehrmacht estaven lluny del front assistint als jocs de guerra a Rennes, i molts soldats havien rebut permís. El dia D, Rommel era a Alemanya per l'aniversari de la seva dona i una reunió amb Hitler per intentar aconseguir més Panzers. Les divisions 352a i 716a es van posar en alerta màxima després dels desembarcaments dels aliats en l'aire, que havien tingut lloc just després de la mitjanit darrere d'Utah i Sword. El Kampfgruppe Meyer de 2.700 homes, prop de Bayeux com a reserva divisional, va ser enviat a investigar els salts de paracaigudes darrere d'Utah. El general Marcks els va recordar quan va saltar l'alba i es va fer evident l'abast de la invasió. Un batalló va rebre l'ordre de reforçar els esforços alemanys a Omaha. La resta va rebre l'ordre de trobar-se amb els reforços a Villiers le Sec, a 12,1 km a l'est de Bayeux, per llançar un contraatac. Disparada per les forces aèries aliades, la columna va arribar finalment a última hora de la tarda, moment en què es van trobar amb elements de la 69a Brigada. Els britànics van perdre quatre tancs en el següent enfrontament, però el Kampfgruppe va ser gairebé completament esborrat. Meyer va resultar mort i els seus mapes detallats dels emplaçaments costaners alemanys van caure en mans britàniques.
Com que la superioritat aèria aliada significava que seria difícil per als alemanys augmentar les seves reserves, Rommel creia que la seva millor oportunitat era aturar la invasió a la costa. L'abast de la invasió va fer que un cop vençudes aquestes defenses costaneres i les tropes disperses, fos difícil defensar el territori terra endins o llançar contraatacs. A les 22:33, Kraiss va ordenar a la 352a divisió que creés una línia defensiva al nord de Bayeux, però això va resultar impossible, ja que la major part del territori implicat ja estava en mans britàniques i totes les unitats defensores havien patit greus pèrdues. La Luftwaffe va jugar només un paper menor al Dia D. A Gold, diversos petits grups de bombarders que van arribar al capvespre van causar baixes aliades a Le Hamel i van danyar una carretera prop de Ver-sur-Mer. A les 06:00 del 7 de juny, la sala d'operacions de l'HMS Bulolo, a prop de Gold, va ser danyada per un atac de bombarders, però el vaixell va poder romandre a lloc. La unitat responsable probablement era II./Kampfgeschwader 40 (KG 40—Bomber Wing 40). Sota el comandament del Fliegerführer Atlantik (Comandament de Vol Atlàntic), tenia la seu a Bordeus–Merignac. A la tarda del 6/7 de juny de 1944, 26 bombarders pesats Heinkel He 177 equipats amb míssils guiats antinau Henschel Hs 293 va atacar la navegació sobre Normandia, inclosa la zona d'or. II./KG 40 va perdre 13 avions per totes les causes durant l'atac.
La 1a Divisió Panzer SS Leibstandarte SS Adolf Hitler va ser alliberada abans de la mitjanit de la reserva de l'OKW i va ordenar contraatacar entre Bayeux i l'Orne, complementada per la 12a Divisió Panzer SS Hitlerjugend i la Divisió Panzer Lehr; les divisions blindades van començar a arribar el 8 de juny.

## Conseqüències

### Anàlisi
Es van mantenir bosses de resistència alemanya a tota la zona del cap de platja i els britànics van ser aturats a unes 6 km abans dels seus objectius del dia D. Bayeux, un objectiu principal del dia D per a la 50a Divisió, va ser capturat el 7 de juny. Al final del Dia D, la 50a Divisió havia perdut uns 700 homes. El total de víctimes, de totes les unitats implicades en les operacions a Gold, va ser d'entre 1.000 i 1.100 baixes, de les quals 350 van morir. Es desconeixen les pèrdues alemanyes; almenys 1.000 van ser capturats.

### Gold després del 6 de juny

Tancs Cromwell i Sherman de la 7a Divisió Blindada, en moviment cap a l'interior, 7 de juny

Al final del dia D, 24.970 homes havien estat desembarcats a Gold, juntament amb 2.100 vehicles i 1.000 tones llargues (1.000 t) de subministraments. Els desembarcaments posteriors es van alentir per la pèrdua de 34 LCT i el mal temps. El 24è Llancers i el 61è Regiment de Reconeixement, a causa de l'aterratge el dia D per ajudar a liderar la marxa cap a Villers-Bocage, no van poder desembarcar fins al 7 de juny. El 2004 Trew va escriure que el retard
| « | efectivament va descartar qualsevol possibilitat d'empenta cap al sud... [i] ... va representar un gran cop per a les intencions del Segon Exèrcit i el pla de Montgomery. | » |

La 7a Divisió Blindada i la 49a Divisió d'Infanteria (West Riding) van ser les divisions de seguiment del XXX Cos. La 22a Brigada Blindada (el component blindat de la 7a Divisió Blindada) tenia previst desembarcar durant la tarda del 6 de juny, però no va poder fer-ho fins l'endemà. La major part de la divisió va desembarcar del 9 al 10 de juny, amb alguns elements que van trigar més a fer-ho. La 49a Divisió va arribar a terra el 12 de juny.
Els primers components dels ports Mulberry es van portar a través del Canal el D+1 i les estructures estaven en ús per a la descàrrega a mitjans de juny. Un va ser construït a Arromanches per les forces britàniques, l'altre a Omaha per les forces nord-americanes. Una forta tempesta el 19 de juny va destruir el port d'Omaha. El port d'Arromanches va ser reparat i va romandre en ús durant els deu mesos següents, amb una capacitat màxima de 7.000 tones llargues (7.100 t) de magatzems per dia. Dels subministraments britànics desembarcats a Normandia a finals d'agost, el 35% va arribar pel port Mulberry i el 15% va arribar pels petits ports de Port-en-Bessin i Courseulles-sur-Mer. La majoria dels enviaments es van portar a les platges fins que el port de Cherbourg es va netejar de mines i obstruccions el 16 de juliol. L'ús més important del port de Mulberry era la descàrrega de maquinària pesada que no es podia portar a través de les platges. Els espigons artificials (Gooseberries) van protegir centenars de vaixells durant la tempesta del 17 al 23 de juny i van proporcionar refugi als magatemss de descàrrega d'embarcacions a Juno i Sword. Un dipòsit de petroli conjunt angloamericàva ser construït a Port-en-Bessin, alimentat a través de canonades amb boies conegudes com "Tombola" dels petroliers amarrats a la costa. Mitjançant aquest mètode, es van lliurar 175.000 tones llargues (178.000 t) de gasolina (la meitat per al Segon Exèrcit) a finals d'agost, moment en què els oleoductes submarins construïts a l'operació Plutó estaven a punt.

### Operacions posteriors
Vegeu també: Batalla de Caen

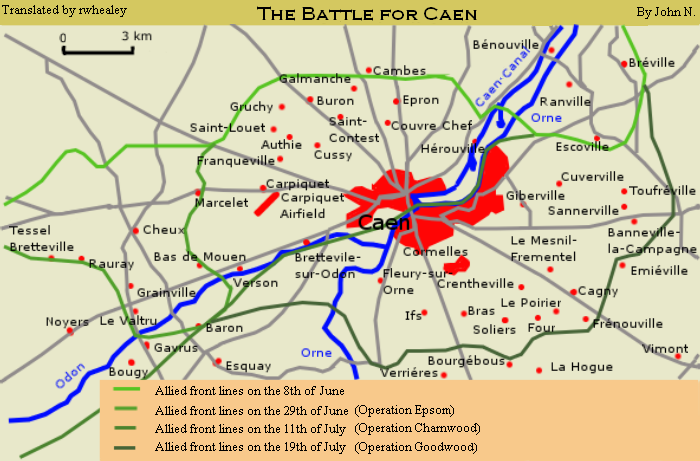
Operacions a la batalla de Caen

La lluita a la zona de Caen contra la 21è Panzer, la 12a SS Hitlerjugend i altres unitats aviat van arribar a un punt mort. L'operació Perch (7–14 de juny) no va poder prendre Caen, i els britànics es van veure obligats a retirar-se a Tilly-sur-Seulles. Després d'un retard a causa de les tempestes del 17 al 23 de juny, l'operació Epsom es va llançar el 26 de juny, un intent del VIII Cos de girar i atacar Caen des del sud-oest i establir un cap de pont al sud de l'Odon. Encara que l'operació no va poder prendre Caen, els alemanys van patir grans pèrdues de tancs i havien compromès totes les unitats Panzer disponibles a l'operació. Caen va ser severament bombardejada la nit del 7 de juliol i després ocupada al nord del riu Orne durant l'operació Charnwood del 8 al 9 de juliol. Dues ofensives durant el 18 i el 21 de juliol, l'operació Atlàntic i l'operació Goodwood, van capturar la resta de Caen i els terrenys elevats al sud, però aleshores la ciutat estava gairebé destruïda.

## Port artificial
A Gold Beach i a Juno Beach, el triple objectiu de l'exèrcit anglocanadenc era prendre Bayeux i barrar l'eix Bayeux-Caen a qualsevol carro alemany i aconseguir ajuntar-se amb els nord-americans a Port-en-Bessin. El vespre del dia 6, els britànics havien aconseguit els seus objectius amb un cap de pont de 9 km de llarg i 9 més de profunditat. Bayeux no havia estat presa però havia estat abandonada pels alemanys. El dia 7 de juny, fou la primera sotsperfectura francesa alliberada. El 8 de juny Port-en-Bessin va ser transformat en un port petrolier i Arromanches, curiosament alliberada des de terra i no des del mar, fou transformada en una ciutat portuària, ja que les dificultats per part dels aliats de prendre un port de mar, van decidir crear aquest nou anomenat Port Mulberry i rebatejat amb el nom de port Winston, en honor de Winston Churchill, un dels pares de la idea.
Les peces van ser prefabricades en vuit mesos i remolcades des de la Gran Bretanya a través del canal de la Mànega fins a Arromanches. Des del 7 de juny de 1944, a 1,5 km de la costa, 115 caixons de ciment de 3.000 a 6.000 Tm, anomenades Phoenix, i 17 navils van ser enfonsats per servir de protecció portuària en 8 km de llargada. A continuació es van col·locar plataformes d'acer sobre piolts en total 1.000 m2 i finalment 4 poonts els unies a la platja. En 12 dies s'havia construït i estava operatiu el port artificial d'Arromanches. D'aquesta manera es van poder desembarcar 400.000 vehicles i més de 3 milions de tones de material.

## Turisme
El lloc del desembarcament de Normandia és una destinació turística popular. La bateria de Longues-sur-Mer està ben conservada, i el seu búnquer d'observació acull un centre de visitants. Els emplaçaments de canons a Le Hamel i La Rivière encara existeixen, però moltes altres bateries i posicions defensives s'han deixat decaure. Bayeux acull el Musée Mémorial de la Bataille de Normandie i el cementiri de la Comissió de tombes de guerra de la Commonwealth de Bayeux. El cementiri de guerra alemany de La Cambe també és a prop de Bayeux. A Arromanches, hi ha molts elements del Port Mulberry i un museu explica com es va construir i fer servir. L'estació de radar és el lloc d'un centre de visitants i un teatre.

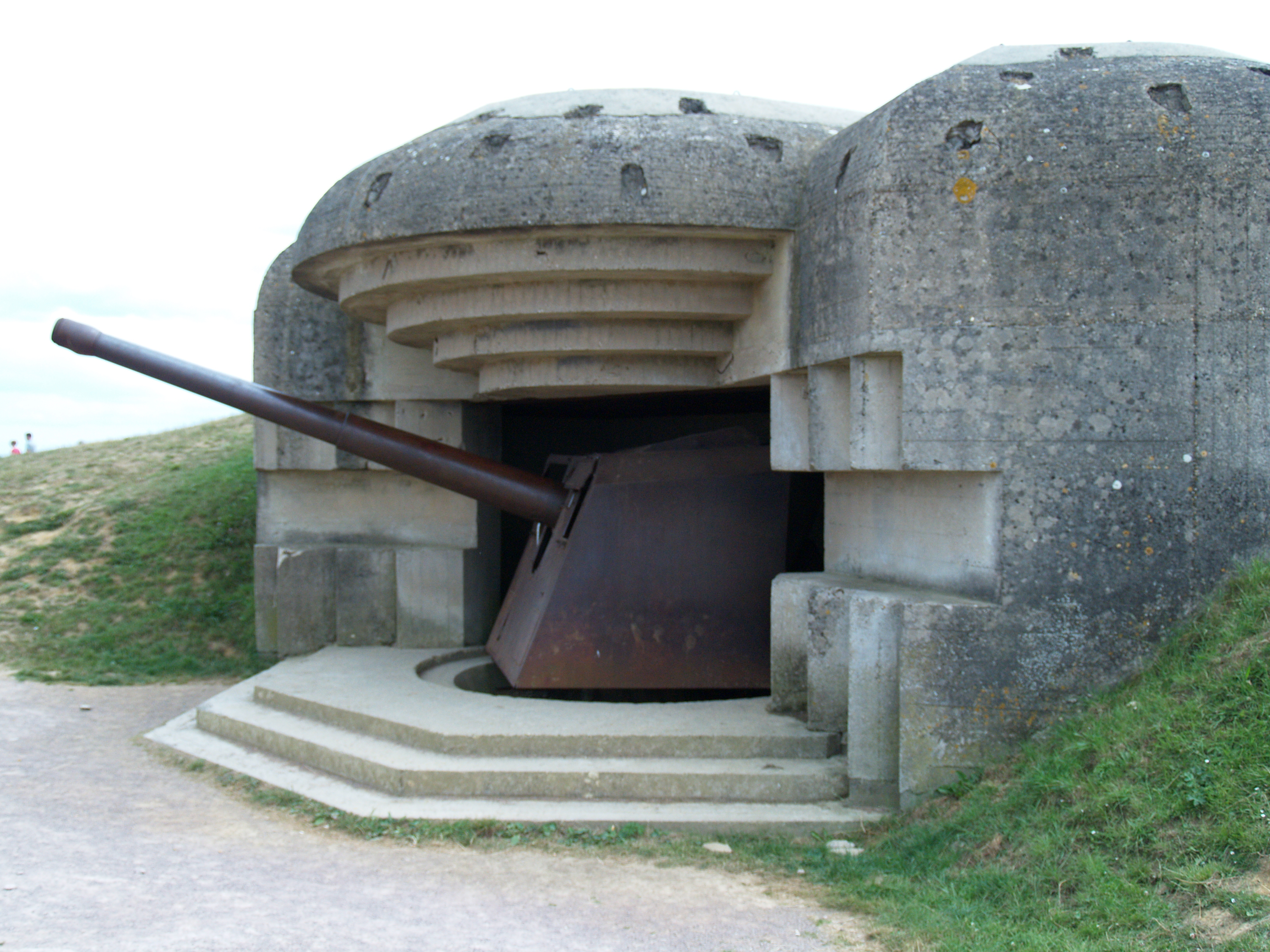
Emplaçament d'artilleria a la bateria de Longues-sur-Mer, 2010
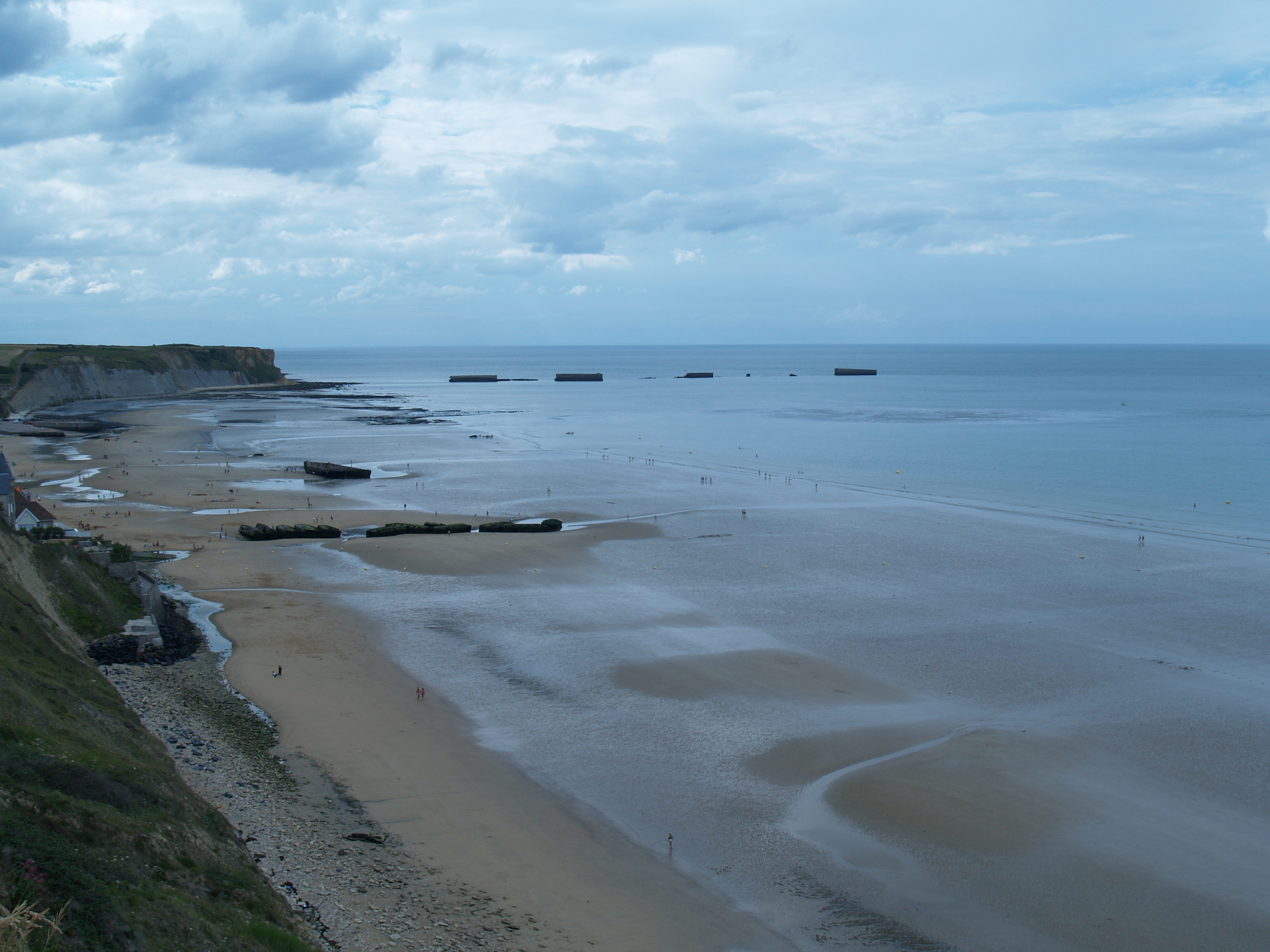
Elements del port Mulberry encara són presents a Arromanches
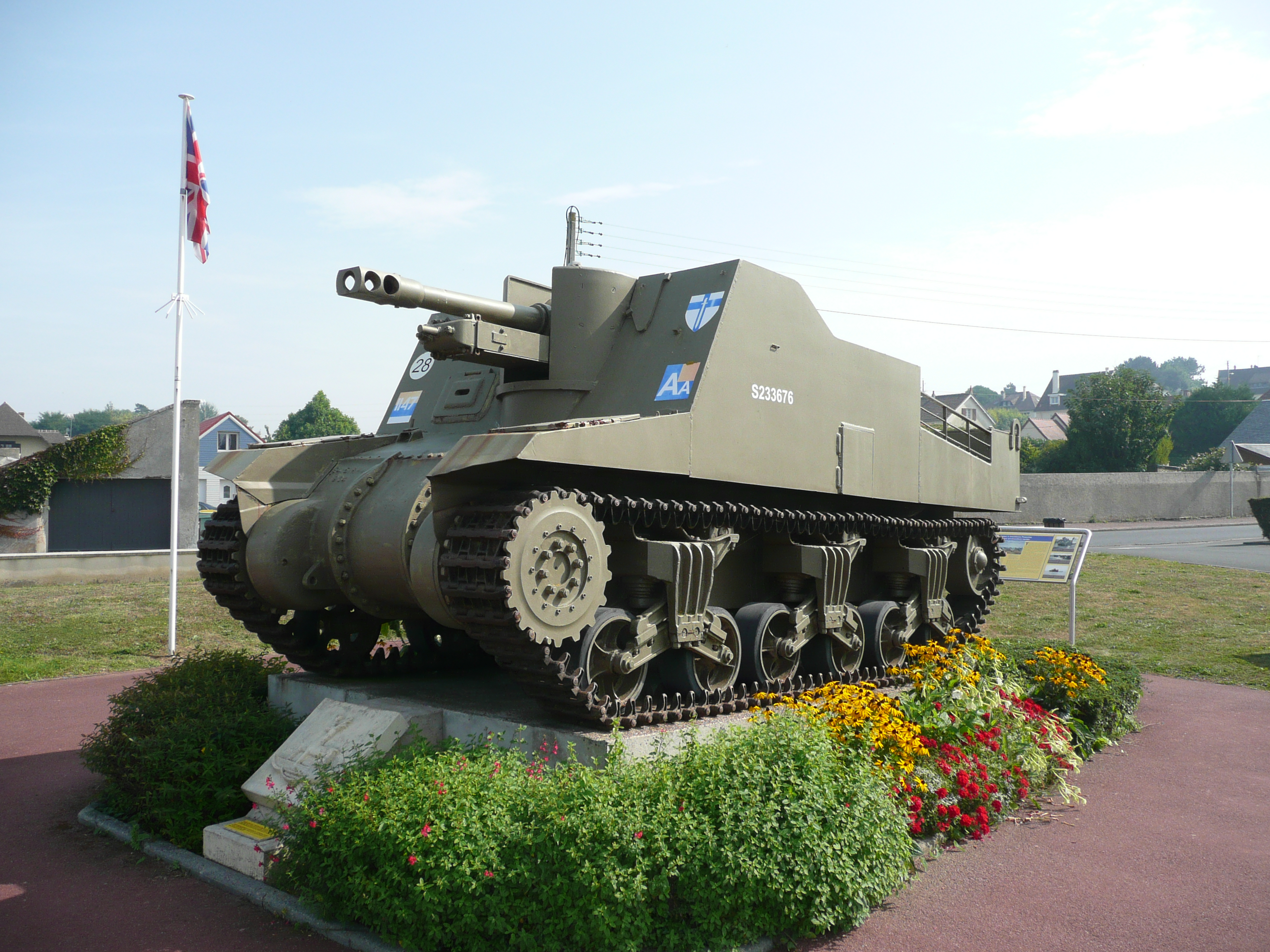
Espai Robert Kiln, canó autopropulsat Sexton
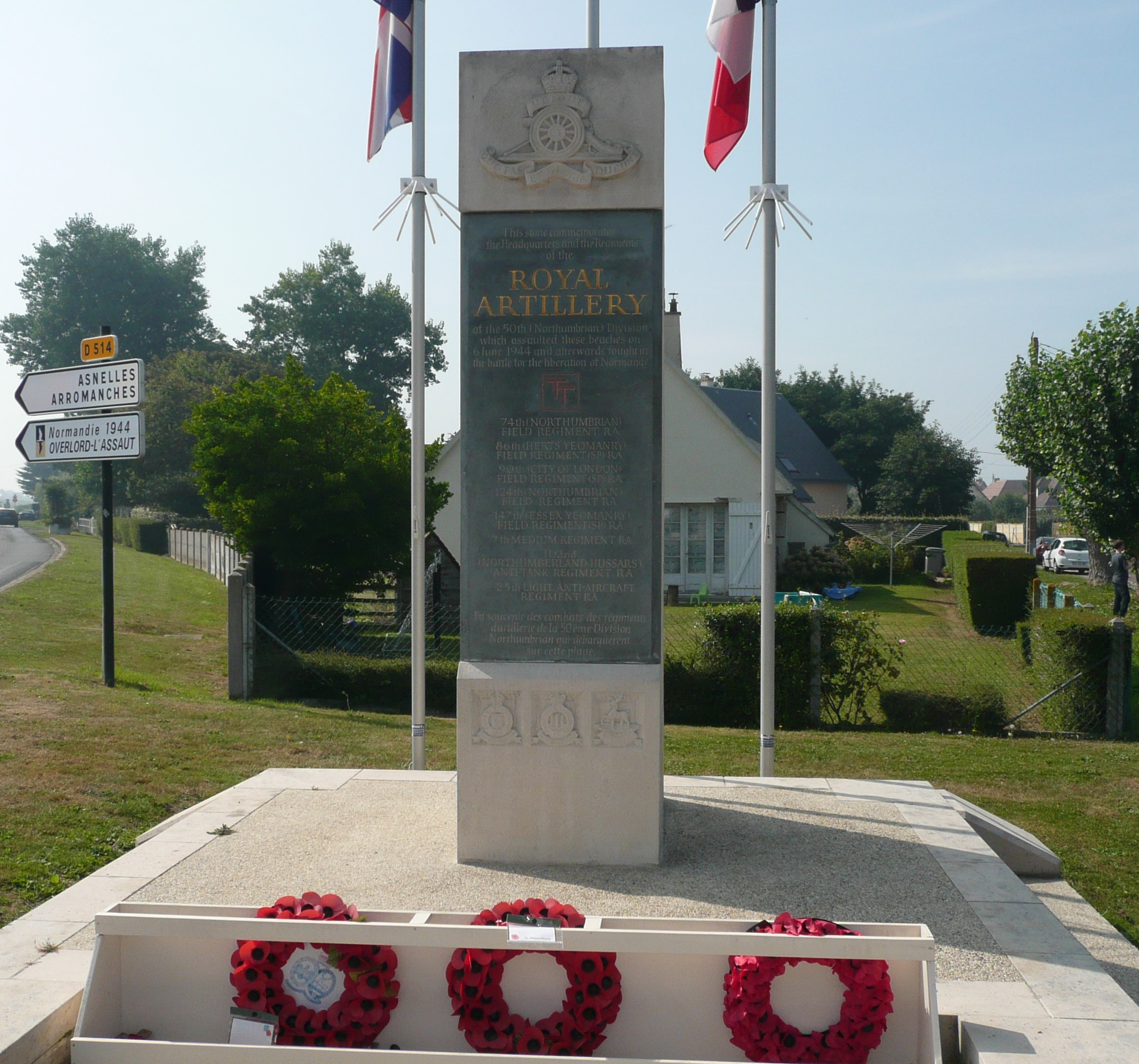
Monument a la Royal Artillery, Ver-sur-Mer, Normandia
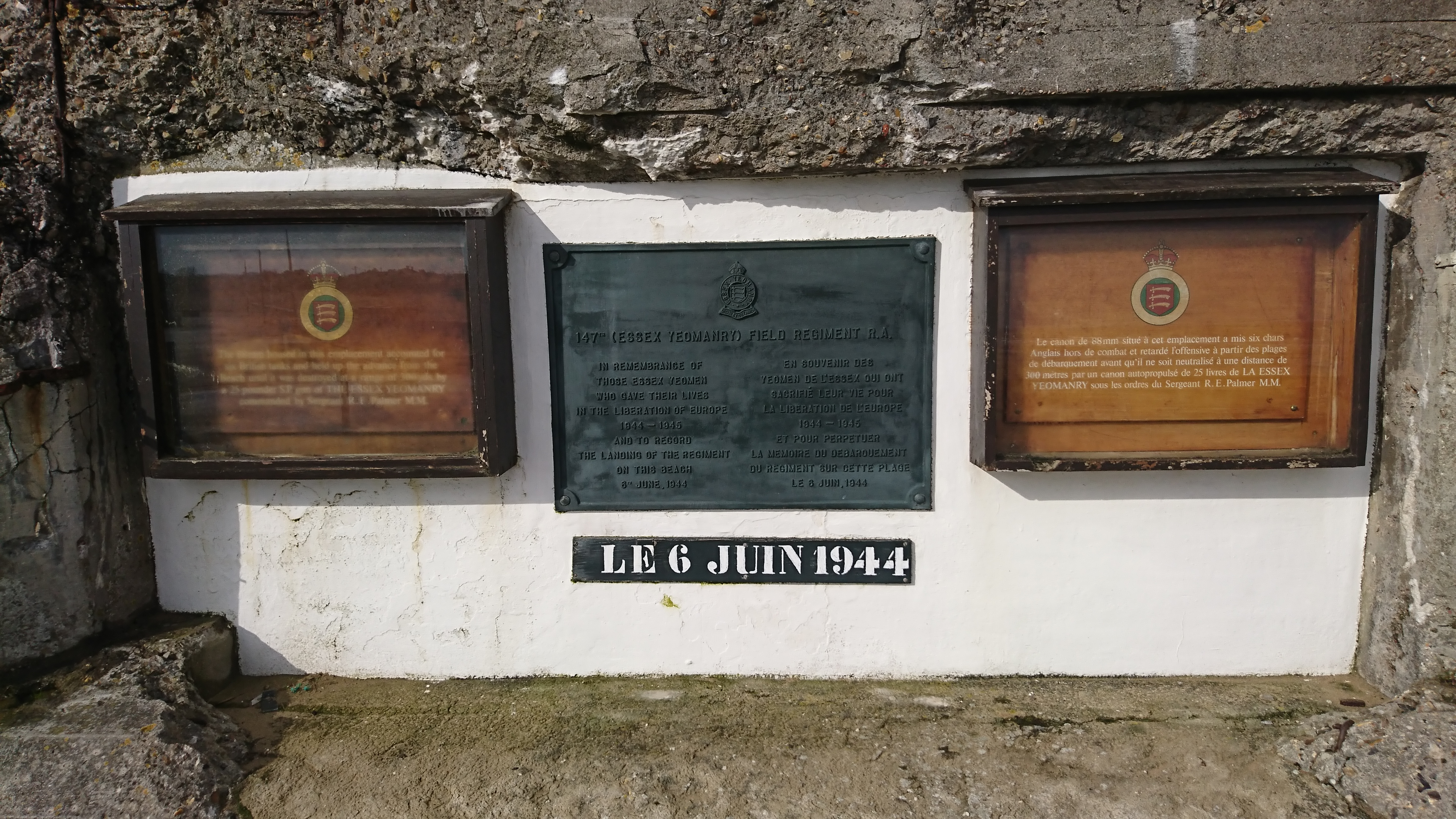
Monument al 147è (Essex Yeomanry) Field Regiment R.A.

## Unitats desembarcades el 6 de juny
30è Cos de l'exèrcit britànic (comandat pel General Bucknell)
50a Divisió d'Infanteria britànica (50th Northumbrian Infantery Division)
231 Brigada
1r Batalló de Hampshire (1st Hampshire Battalion)
1r Batalló de Dorset (1st Dorsetshire Battalion)
69a Brigada
6th Green Howards
5th East Yorkshire
49a Divisió d'Infanteria britannique (49th West Riding Infantery Division)
7a Divisió blindada britànica (7th Armoured Division)